# La Vuelta Femenina 2025
L'11a edició de la Vuelta Femenina, la tercera amb aquest nom, es va disputar entre el 4 i el 10 de maig de 2025, essent el 15è esdeveniment del World Tour femení.
La prova va començar a Barcelona amb una contrarellotge per equips i va acabar a l'Alt de Cotobello (Astúries), en la que es considera l'etapa més dura de totes les edicions de la competició (2.500 metres de desnivell en 150 quilòmetres de recorregut). En total, les ciclistes van recórrer 748 quilòmetres.
La neerlandesa Demi Vollering (FDJ-Suez) fou la vencedora de la prova, superant per 1 minut i 1 segon a la suïssa Marlen Reusser (Movistar Team). La neerlandesa Anna van der Breggen (Team SD Worx-Protime) completà el podi.

## Equips
Vint-i-un equips van participar en la prova: 13 del World Tour, 4 ProTeam i 4 continentals.
| UCI Women's WorldTeams (13)- AG Insurance-Soudal Team - Canyon//SRAM zondacrypto - FDJ-Suez - Fenix-Deceuninck - Human Powered Health - Lidl-Trek - Liv AlUla Jayco - Movistar Team - Team Picnic PostNL - Team SD Worx-Protime - Team Visma \| Lease a Bike - UAE Team ADQ - Uno-X Mobility UCI Women's ProTeams (4)- Cofidis Women Team - EF Education-Oatly - Laboral Kutxa-Fundación Euskadi - Arkéa-B&B Hotels Women UCI Women's continental teams (4)- Bepink-Imatra-Bongioanni - Eneicat-CMTeam - 2025 Lotto L - Team Coop-Repsol |
| |

## Etapes
| Etapa    | Data       | Ciutats d'etapa                       | type                      | Distància (km) | Vencedora de l'etapa | Líder de la general |
| -------- | ---------- | ------------------------------------- | ------------------------- | -------------- | -------------------- | ------------------- |
| 1a etapa | 4 de maig  | Barcelona – Barcelona                 | contrarellotge per equips | 8              | Lidl-Trek            | Ellen van Dijk      |
| 2a etapa | 5 de maig  | Molins de Rei – Sant Boi de Llobregat | etapa accidentada         | 99             | Marianne Vos         | Letizia Paternoster |
| 3a etapa | 6 de maig  | Barbastre – Osca                      | etapa plana               | 132            | Femke Gerritse       | Femke Gerritse      |
| 4a etapa | 7 de maig  | Pedrola – Borja                       | etapa de mitja muntanya   | 111            | Anna van der Breggen | Femke Gerritse      |
| 5a etapa | 8 de maig  | Golmayo – Llacunes de Neila           | etapa de muntanya         | 120            | Demi Vollering       | Demi Vollering      |
| 6a etapa | 9 de maig  | Becerril de Campos – Baltanás         | etapa plana               | 126            | Marianne Vos         | Demi Vollering      |
| 7a etapa | 10 de maig | La Robla – Alto de Cotobello          | etapa de muntanya         | 152            | Demi Vollering       | Demi Vollering      |

## Desenvolupament de la cursa

### 1a etapa
Barcelona - Barcelona (8 km)
| \| Classificació de l'etapa \| Classificació de l'etapa \| Classificació de l'etapa \| Classificació de l'etapa \| Classificació de l'etapa \| Classificació de l'etapa \| \| Equip \| Equip \| Temps \| Diferència de temps \| Velocitat \| \| \| ------------------------ \| -------------------------- \| ------------------------ \| ------------------------ \| ------------------------ \| ------------------------ \| \| 1r \| Lidl-Trek \| 9' 30" \| \| 51.135 km/h \| \| \| 2n \| Team SD Worx-Protime \| 9' 33" \| + 3" \| 50.889 km/h \| \| \| 3r \| Liv AlUla Jayco \| 9' 33" \| + 3" \| 50.827 km/h \| \| \| 4t \| FDJ-Suez \| 9' 36" \| + 6" \| 50.550 km/h \| \| \| 5è \| Canyon//SRAM zondacrypto \| 9' 38" \| + 8" \| 50.438 km/h \| \| \| 6è \| Team Picnic PostNL \| 9' 39" \| + 9" \| 50.346 km/h \| \| \| 7è \| Movistar Team \| 9' 46" \| + 16" \| 49.757 km/h \| \| \| 8è \| EF Education-Oatly \| 9' 46" \| + 16" \| 49.724 km/h \| \| \| 9è \| Human Powered Health \| 9' 50" \| + 20" \| 49.415 km/h \| \| \| 10è \| Team Visma \\| Lease a Bike \| 9' 51" \| + 21" \| 49.340 km/h \| \| |                            |        |                     |             |
| |                            |        |                     |             |
| |                            |        |                     |             |
| Classificació de l'etapa |                            |        |                     |             |
| Equip | Equip                      | Temps  | Diferència de temps | Velocitat   |
| 1r | Lidl-Trek                  | 9' 30" |                     | 51.135 km/h |
| 2n | Team SD Worx-Protime       | 9' 33" | + 3"                | 50.889 km/h |
| 3r | Liv AlUla Jayco            | 9' 33" | + 3"                | 50.827 km/h |
| 4t | FDJ-Suez                   | 9' 36" | + 6"                | 50.550 km/h |
| 5è | Canyon//SRAM zondacrypto   | 9' 38" | + 8"                | 50.438 km/h |
| 6è | Team Picnic PostNL         | 9' 39" | + 9"                | 50.346 km/h |
| 7è | Movistar Team              | 9' 46" | + 16"               | 49.757 km/h |
| 8è | EF Education-Oatly         | 9' 46" | + 16"               | 49.724 km/h |
| 9è | Human Powered Health       | 9' 50" | + 20"               | 49.415 km/h |
| 10è | Team Visma \| Lease a Bike | 9' 51" | + 21"               | 49.340 km/h |

| \| Classificació general \| Classificació general \| Classificació general \| Classificació general \| Classificació general \| \| Corredor \| Corredor \| Equip \| Temps \| \| \| --------------------- \| --------------------- \| --------------------- \| --------------------- \| --------------------- \| \| 1r \| Ellen van Dijk \| Lidl-Trek \| 9' 30" \| \| \| 2n \| Riejanne Markus \| Lidl-Trek \| + 0" \| \| \| 3r \| Niamh Fisher-Black \| Lidl-Trek \| + 0" \| \| \| 4t \| Anna Henderson \| Lidl-Trek \| + 0" \| \| \| 5è \| Shirin van Anrooij \| Lidl-Trek \| + 0" \| \| \| 6è \| Mischa Bredewold \| SD Worx-Protime \| + 3" \| \| \| 7è \| Anna van der Breggen \| SD Worx-Protime \| + 3" \| \| \| 8è \| Femke Gerritse \| SD Worx-Protime \| + 3" \| \| \| 9è \| Femke Markus \| SD Worx-Protime \| + 3" \| \| \| 10è \| Georgia Baker \| Liv AlUla Jayco \| + 3" \| \| |                      |                 |        |
| |                      |                 |        |
| |                      |                 |        |
| Classificació general |                      |                 |        |
| Corredor | Corredor             | Equip           | Temps  |
| 1r | Ellen van Dijk       | Lidl-Trek       | 9' 30" |
| 2n | Riejanne Markus      | Lidl-Trek       | + 0"   |
| 3r | Niamh Fisher-Black   | Lidl-Trek       | + 0"   |
| 4t | Anna Henderson       | Lidl-Trek       | + 0"   |
| 5è | Shirin van Anrooij   | Lidl-Trek       | + 0"   |
| 6è | Mischa Bredewold     | SD Worx-Protime | + 3"   |
| 7è | Anna van der Breggen | SD Worx-Protime | + 3"   |
| 8è | Femke Gerritse       | SD Worx-Protime | + 3"   |
| 9è | Femke Markus         | SD Worx-Protime | + 3"   |
| 10è | Georgia Baker        | Liv AlUla Jayco | + 3"   |

### 2a etapa
Molins de Rei - Sant Boi de Llobregat (99 km)
| \| Classificació de l'etapa \| Classificació de l'etapa \| Classificació de l'etapa \| Classificació de l'etapa \| Classificació de l'etapa \| \| Corredor \| Corredor \| Equip \| Temps \| \| \| ------------------------ \| ------------------------ \| ------------------------------- \| ------------------------ \| ------------------------ \| \| 1r \| Marianne Vos \| Team Visma \\| Lease a Bike \| 2h 35' 13" \| \| \| 2n \| Letizia Paternoster \| Liv AlUla Jayco \| + 0" \| \| \| 3r \| Letizia Borghesi \| EF Education-Oatly \| + 0" \| \| \| 4t \| Anna Henderson \| Lidl-Trek \| + 0" \| \| \| 5è \| Monica Trinca Colonel \| Liv AlUla Jayco \| + 0" \| \| \| 6è \| Ally Wollaston \| FDJ-Suez \| + 0" \| \| \| 7è \| Franziska Koch \| Team Picnic PostNL \| + 0" \| \| \| 8è \| Katarzyna Niewiadoma \| Canyon//SRAM zondacrypto \| + 0" \| \| \| 9è \| Cédrine Kerbaol \| EF Education-Oatly \| + 0" \| \| \| 10è \| Laura Tomasi \| Laboral Kutxa-Fundación Euskadi \| + 0" \| \| |                       |                                 |            |
| |                       |                                 |            |
| |                       |                                 |            |
| Classificació de l'etapa |                       |                                 |            |
| Corredor | Corredor              | Equip                           | Temps      |
| 1r | Marianne Vos          | Team Visma \| Lease a Bike      | 2h 35' 13" |
| 2n | Letizia Paternoster   | Liv AlUla Jayco                 | + 0"       |
| 3r | Letizia Borghesi      | EF Education-Oatly              | + 0"       |
| 4t | Anna Henderson        | Lidl-Trek                       | + 0"       |
| 5è | Monica Trinca Colonel | Liv AlUla Jayco                 | + 0"       |
| 6è | Ally Wollaston        | FDJ-Suez                        | + 0"       |
| 7è | Franziska Koch        | Team Picnic PostNL              | + 0"       |
| 8è | Katarzyna Niewiadoma  | Canyon//SRAM zondacrypto        | + 0"       |
| 9è | Cédrine Kerbaol       | EF Education-Oatly              | + 0"       |
| 10è | Laura Tomasi          | Laboral Kutxa-Fundación Euskadi | + 0"       |

| \| Classificació general \| Classificació general \| Classificació general \| Classificació general \| Classificació general \| \| Corredor \| Corredor \| Equip \| Temps \| \| \| --------------------- \| ---------------------------------- \| --------------------- \| --------------------- \| --------------------- \| \| 1r \| Letizia Paternoster \| Liv AlUla Jayco \| 2h 44' 40" \| \| \| 2n \| Femke Gerritse \| SD Worx-Protime \| + 2" \| \| \| 3r \| Anna Henderson \| Lidl-Trek \| + 3" \| \| \| 4t \| Niamh Fisher-Black \| Lidl-Trek \| + 3" \| \| \| 5è \| Riejanne Markus \| Lidl-Trek \| + 3" \| \| \| 6è \| Shirin van Anrooij \| Lidl-Trek \| + 3" \| \| \| 7è \| Monica Trinca Colonel \| Liv AlUla Jayco \| + 6" \| \| \| 8è \| Anna van der Breggen \| SD Worx-Protime \| + 6" \| \| \| 9è \| Mischa Bredewold \| SD Worx-Protime \| + 6" \| \| \| 10è \| Margarita Victoria García Cañellas \| Liv AlUla Jayco \| + 6" \| \| |                                    |                 |            |
| |                                    |                 |            |
| |                                    |                 |            |
| Classificació general |                                    |                 |            |
| Corredor | Corredor                           | Equip           | Temps      |
| 1r | Letizia Paternoster                | Liv AlUla Jayco | 2h 44' 40" |
| 2n | Femke Gerritse                     | SD Worx-Protime | + 2"       |
| 3r | Anna Henderson                     | Lidl-Trek       | + 3"       |
| 4t | Niamh Fisher-Black                 | Lidl-Trek       | + 3"       |
| 5è | Riejanne Markus                    | Lidl-Trek       | + 3"       |
| 6è | Shirin van Anrooij                 | Lidl-Trek       | + 3"       |
| 7è | Monica Trinca Colonel              | Liv AlUla Jayco | + 6"       |
| 8è | Anna van der Breggen               | SD Worx-Protime | + 6"       |
| 9è | Mischa Bredewold                   | SD Worx-Protime | + 6"       |
| 10è | Margarita Victoria García Cañellas | Liv AlUla Jayco | + 6"       |

### 3a etapa
Barbastre - Osca (132 km)
| \| Classificació de l'etapa \| Classificació de l'etapa \| Classificació de l'etapa \| Classificació de l'etapa \| Classificació de l'etapa \| \| Corredor \| Corredor \| Equip \| Temps \| \| \| ------------------------ \| ------------------------ \| -------------------------- \| ------------------------ \| ------------------------ \| \| 1r \| Femke Gerritse \| SD Worx-Protime \| 3h 23' 24" \| \| \| 2n \| Marianne Vos \| Team Visma \\| Lease a Bike \| + 0" \| \| \| 3r \| Linda Zanetti \| Uno-X Mobility \| + 0" \| \| \| 4t \| Mischa Bredewold \| SD Worx-Protime \| + 0" \| \| \| 5è \| Megan Jastrab \| Team Picnic PostNL \| + 0" \| \| \| 6è \| Vittoria Guazzini \| FDJ-Suez \| + 0" \| \| \| 7è \| Letizia Paternoster \| Liv AlUla Jayco \| + 0" \| \| \| 8è \| Katarzyna Niewiadoma \| Canyon//SRAM zondacrypto \| + 0" \| \| \| 9è \| Cat Ferguson \| Movistar Team \| + 0" \| \| \| 10è \| Agnieszka Skalniak-Sójka \| Canyon//SRAM zondacrypto \| + 0" \| \| |                          |                            |            |
| |                          |                            |            |
| |                          |                            |            |
| Classificació de l'etapa |                          |                            |            |
| Corredor | Corredor                 | Equip                      | Temps      |
| 1r | Femke Gerritse           | SD Worx-Protime            | 3h 23' 24" |
| 2n | Marianne Vos             | Team Visma \| Lease a Bike | + 0"       |
| 3r | Linda Zanetti            | Uno-X Mobility             | + 0"       |
| 4t | Mischa Bredewold         | SD Worx-Protime            | + 0"       |
| 5è | Megan Jastrab            | Team Picnic PostNL         | + 0"       |
| 6è | Vittoria Guazzini        | FDJ-Suez                   | + 0"       |
| 7è | Letizia Paternoster      | Liv AlUla Jayco            | + 0"       |
| 8è | Katarzyna Niewiadoma     | Canyon//SRAM zondacrypto   | + 0"       |
| 9è | Cat Ferguson             | Movistar Team              | + 0"       |
| 10è | Agnieszka Skalniak-Sójka | Canyon//SRAM zondacrypto   | + 0"       |

| \| Classificació general \| Classificació general \| Classificació general \| Classificació general \| Classificació general \| \| Corredor \| Corredor \| Equip \| Temps \| \| \| --------------------- \| ---------------------------------- \| -------------------------- \| --------------------- \| --------------------- \| \| 1r \| Femke Gerritse \| SD Worx-Protime \| 6h 07' 50" \| \| \| 2n \| Marianne Vos \| Team Visma \\| Lease a Bike \| + 12" \| \| \| 3r \| Letizia Paternoster \| Liv AlUla Jayco \| + 12" \| \| \| 4t \| Anna Henderson \| Lidl-Trek \| + 17" \| \| \| 5è \| Riejanne Markus \| Lidl-Trek \| + 17" \| \| \| 6è \| Niamh Fisher-Black \| Lidl-Trek \| + 17" \| \| \| 7è \| Monica Trinca Colonel \| Liv AlUla Jayco \| + 20" \| \| \| 8è \| Mischa Bredewold \| SD Worx-Protime \| + 20" \| \| \| 9è \| Anna van der Breggen \| SD Worx-Protime \| + 20" \| \| \| 10è \| Margarita Victoria García Cañellas \| Liv AlUla Jayco \| + 20" \| \| |                                    |                            |            |
| |                                    |                            |            |
| |                                    |                            |            |
| Classificació general |                                    |                            |            |
| Corredor | Corredor                           | Equip                      | Temps      |
| 1r | Femke Gerritse                     | SD Worx-Protime            | 6h 07' 50" |
| 2n | Marianne Vos                       | Team Visma \| Lease a Bike | + 12"      |
| 3r | Letizia Paternoster                | Liv AlUla Jayco            | + 12"      |
| 4t | Anna Henderson                     | Lidl-Trek                  | + 17"      |
| 5è | Riejanne Markus                    | Lidl-Trek                  | + 17"      |
| 6è | Niamh Fisher-Black                 | Lidl-Trek                  | + 17"      |
| 7è | Monica Trinca Colonel              | Liv AlUla Jayco            | + 20"      |
| 8è | Mischa Bredewold                   | SD Worx-Protime            | + 20"      |
| 9è | Anna van der Breggen               | SD Worx-Protime            | + 20"      |
| 10è | Margarita Victoria García Cañellas | Liv AlUla Jayco            | + 20"      |

### 4a etapa
Pedrola - Borja (111 km)
| \| Classificació de l'etapa \| Classificació de l'etapa \| Classificació de l'etapa \| Classificació de l'etapa \| Classificació de l'etapa \| \| Corredor \| Corredor \| Equip \| Temps \| \| \| ------------------------ \| ------------------------ \| -------------------------- \| ------------------------ \| ------------------------ \| \| 1r \| Anna van der Breggen \| SD Worx-Protime \| 2h 49' 55" \| \| \| 2n \| Marianne Vos \| Team Visma \\| Lease a Bike \| + 12" \| \| \| 3r \| Demi Vollering \| FDJ-Suez \| + 12" \| \| \| 4t \| Monica Trinca Colonel \| Liv AlUla Jayco \| + 12" \| \| \| 5è \| Cédrine Kerbaol \| EF Education-Oatly \| + 12" \| \| \| 6è \| Liane Lippert \| Movistar Team \| + 12" \| \| \| 7è \| Femke Gerritse \| SD Worx-Protime \| + 12" \| \| \| 8è \| Marlen Reusser \| Movistar Team \| + 12" \| \| \| 9è \| Katarzyna Niewiadoma \| Canyon//SRAM zondacrypto \| + 12" \| \| \| 10è \| Riejanne Markus \| Lidl-Trek \| + 12" \| \| |                       |                            |            |
| |                       |                            |            |
| |                       |                            |            |
| Classificació de l'etapa |                       |                            |            |
| Corredor | Corredor              | Equip                      | Temps      |
| 1r | Anna van der Breggen  | SD Worx-Protime            | 2h 49' 55" |
| 2n | Marianne Vos          | Team Visma \| Lease a Bike | + 12"      |
| 3r | Demi Vollering        | FDJ-Suez                   | + 12"      |
| 4t | Monica Trinca Colonel | Liv AlUla Jayco            | + 12"      |
| 5è | Cédrine Kerbaol       | EF Education-Oatly         | + 12"      |
| 6è | Liane Lippert         | Movistar Team              | + 12"      |
| 7è | Femke Gerritse        | SD Worx-Protime            | + 12"      |
| 8è | Marlen Reusser        | Movistar Team              | + 12"      |
| 9è | Katarzyna Niewiadoma  | Canyon//SRAM zondacrypto   | + 12"      |
| 10è | Riejanne Markus       | Lidl-Trek                  | + 12"      |

| \| Classificació general \| Classificació general \| Classificació general \| Classificació general \| Classificació general \| \| Corredor \| Corredor \| Equip \| Temps \| \| \| --------------------- \| ---------------------------------- \| -------------------------- \| --------------------- \| --------------------- \| \| 1r \| Femke Gerritse \| SD Worx-Protime \| 8h 57' 51" \| \| \| 2n \| Anna van der Breggen \| SD Worx-Protime \| + 4" \| \| \| 3r \| Marianne Vos \| Team Visma \\| Lease a Bike \| + 10" \| \| \| 4t \| Demi Vollering \| FDJ-Suez \| + 21" \| \| \| 5è \| Riejanne Markus \| Lidl-Trek \| + 23" \| \| \| 6è \| Niamh Fisher-Black \| Lidl-Trek \| + 23" \| \| \| 7è \| Monica Trinca Colonel \| Liv AlUla Jayco \| + 26" \| \| \| 8è \| Mischa Bredewold \| SD Worx-Protime \| + 26" \| \| \| 9è \| Margarita Victoria García Cañellas \| Liv AlUla Jayco \| + 26" \| \| \| 10è \| Évita Muzic \| FDJ-Suez \| + 29" \| \| |                                    |                            |            |
| |                                    |                            |            |
| |                                    |                            |            |
| Classificació general |                                    |                            |            |
| Corredor | Corredor                           | Equip                      | Temps      |
| 1r | Femke Gerritse                     | SD Worx-Protime            | 8h 57' 51" |
| 2n | Anna van der Breggen               | SD Worx-Protime            | + 4"       |
| 3r | Marianne Vos                       | Team Visma \| Lease a Bike | + 10"      |
| 4t | Demi Vollering                     | FDJ-Suez                   | + 21"      |
| 5è | Riejanne Markus                    | Lidl-Trek                  | + 23"      |
| 6è | Niamh Fisher-Black                 | Lidl-Trek                  | + 23"      |
| 7è | Monica Trinca Colonel              | Liv AlUla Jayco            | + 26"      |
| 8è | Mischa Bredewold                   | SD Worx-Protime            | + 26"      |
| 9è | Margarita Victoria García Cañellas | Liv AlUla Jayco            | + 26"      |
| 10è | Évita Muzic                        | FDJ-Suez                   | + 29"      |

### 5a etapa
Golmayo - Lagunas de Neila (120 km)
| \| Classificació de l'etapa \| Classificació de l'etapa \| Classificació de l'etapa \| Classificació de l'etapa \| Classificació de l'etapa \| \| Corredor \| Corredor \| Equip \| Temps \| \| \| ------------------------ \| ------------------------ \| ------------------------------- \| ------------------------ \| ------------------------ \| \| 1r \| Demi Vollering \| FDJ-Suez \| 3h 19' 57" \| \| \| 2n \| Marlen Reusser \| Movistar Team \| + 24" \| \| \| 3r \| Anna van der Breggen \| SD Worx-Protime \| + 56" \| \| \| 4t \| Pauliena Rooijakkers \| Fenix-Deceuninck \| + 1' 10" \| \| \| 5è \| Usoa Ostolaza Zabala \| Laboral Kutxa-Fundación Euskadi \| + 1' 20" \| \| \| 6è \| Cédrine Kerbaol \| EF Education-Oatly \| + 1' 23" \| \| \| 7è \| Marion Bunel \| Team Visma \\| Lease a Bike \| + 1' 27" \| \| \| 8è \| Juliette Labous \| FDJ-Suez \| + 1' 51" \| \| \| 9è \| Riejanne Markus \| Lidl-Trek \| + 1' 53" \| \| \| 10è \| Valentina Cavallar \| Arkéa-B&B Hotels Women \| + 2' 01" \| \| |                      |                                 |            |
| |                      |                                 |            |
| |                      |                                 |            |
| Classificació de l'etapa |                      |                                 |            |
| Corredor | Corredor             | Equip                           | Temps      |
| 1r | Demi Vollering       | FDJ-Suez                        | 3h 19' 57" |
| 2n | Marlen Reusser       | Movistar Team                   | + 24"      |
| 3r | Anna van der Breggen | SD Worx-Protime                 | + 56"      |
| 4t | Pauliena Rooijakkers | Fenix-Deceuninck                | + 1' 10"   |
| 5è | Usoa Ostolaza Zabala | Laboral Kutxa-Fundación Euskadi | + 1' 20"   |
| 6è | Cédrine Kerbaol      | EF Education-Oatly              | + 1' 23"   |
| 7è | Marion Bunel         | Team Visma \| Lease a Bike      | + 1' 27"   |
| 8è | Juliette Labous      | FDJ-Suez                        | + 1' 51"   |
| 9è | Riejanne Markus      | Lidl-Trek                       | + 1' 53"   |
| 10è | Valentina Cavallar   | Arkéa-B&B Hotels Women          | + 2' 01"   |

| \| Classificació general \| Classificació general \| Classificació general \| Classificació general \| Classificació general \| \| Corredor \| Corredor \| Equip \| Temps \| \| \| --------------------- \| --------------------- \| ------------------------------- \| --------------------- \| --------------------- \| \| 1r \| Demi Vollering \| FDJ-Suez \| 12h 17' 59" \| \| \| 2n \| Anna van der Breggen \| SD Worx-Protime \| + 45" \| \| \| 3r \| Marlen Reusser \| Movistar Team \| + 46" \| \| \| 4t \| Cédrine Kerbaol \| EF Education-Oatly \| + 1' 49" \| \| \| 5è \| Riejanne Markus \| Lidl-Trek \| + 2' 05" \| \| \| 6è \| Juliette Labous \| FDJ-Suez \| + 2' 09" \| \| \| 7è \| Niamh Fisher-Black \| Lidl-Trek \| + 2' 19" \| \| \| 8è \| Usoa Ostolaza Zabala \| Laboral Kutxa-Fundación Euskadi \| + 2' 26" \| \| \| 9è \| Monica Trinca Colonel \| Liv AlUla Jayco \| + 2' 35" \| \| \| 10è \| Yara Kastelijn \| Fenix-Deceuninck \| + 2' 57" \| \| |                       |                                 |             |
| |                       |                                 |             |
| |                       |                                 |             |
| Classificació general |                       |                                 |             |
| Corredor | Corredor              | Equip                           | Temps       |
| 1r | Demi Vollering        | FDJ-Suez                        | 12h 17' 59" |
| 2n | Anna van der Breggen  | SD Worx-Protime                 | + 45"       |
| 3r | Marlen Reusser        | Movistar Team                   | + 46"       |
| 4t | Cédrine Kerbaol       | EF Education-Oatly              | + 1' 49"    |
| 5è | Riejanne Markus       | Lidl-Trek                       | + 2' 05"    |
| 6è | Juliette Labous       | FDJ-Suez                        | + 2' 09"    |
| 7è | Niamh Fisher-Black    | Lidl-Trek                       | + 2' 19"    |
| 8è | Usoa Ostolaza Zabala  | Laboral Kutxa-Fundación Euskadi | + 2' 26"    |
| 9è | Monica Trinca Colonel | Liv AlUla Jayco                 | + 2' 35"    |
| 10è | Yara Kastelijn        | Fenix-Deceuninck                | + 2' 57"    |

### 6a etapa
Becerril de Campos - Baltanás (126 km)
| \| Classificació de l'etapa \| Classificació de l'etapa \| Classificació de l'etapa \| Classificació de l'etapa \| Classificació de l'etapa \| \| Corredor \| Corredor \| Equip \| Temps \| \| \| ------------------------ \| ------------------------ \| ------------------------------- \| ------------------------ \| ------------------------ \| \| 1r \| Marianne Vos \| Team Visma \\| Lease a Bike \| 3h 00' 09" \| \| \| 2n \| Mischa Bredewold \| SD Worx-Protime \| + 0" \| \| \| 3r \| Ally Wollaston \| FDJ-Suez \| + 0" \| \| \| 4t \| Iara Gillespie \| UAE Team ADQ \| + 0" \| \| \| 5è \| Nicole Steigenga \| AG Insurance-Soudal Team \| + 0" \| \| \| 6è \| Agnieszka Skalniak-Sójka \| Canyon//SRAM zondacrypto \| + 0" \| \| \| 7è \| Cat Ferguson \| Movistar Team \| + 0" \| \| \| 8è \| Megan Jastrab \| Team Picnic PostNL \| + 0" \| \| \| 9è \| Usoa Ostolaza Zabala \| Laboral Kutxa-Fundación Euskadi \| + 0" \| \| \| 10è \| Imogen Wolff \| Team Visma \\| Lease a Bike \| + 0" \| \| |                          |                                 |            |
| |                          |                                 |            |
| |                          |                                 |            |
| Classificació de l'etapa |                          |                                 |            |
| Corredor | Corredor                 | Equip                           | Temps      |
| 1r | Marianne Vos             | Team Visma \| Lease a Bike      | 3h 00' 09" |
| 2n | Mischa Bredewold         | SD Worx-Protime                 | + 0"       |
| 3r | Ally Wollaston           | FDJ-Suez                        | + 0"       |
| 4t | Iara Gillespie           | UAE Team ADQ                    | + 0"       |
| 5è | Nicole Steigenga         | AG Insurance-Soudal Team        | + 0"       |
| 6è | Agnieszka Skalniak-Sójka | Canyon//SRAM zondacrypto        | + 0"       |
| 7è | Cat Ferguson             | Movistar Team                   | + 0"       |
| 8è | Megan Jastrab            | Team Picnic PostNL              | + 0"       |
| 9è | Usoa Ostolaza Zabala     | Laboral Kutxa-Fundación Euskadi | + 0"       |
| 10è | Imogen Wolff             | Team Visma \| Lease a Bike      | + 0"       |

| \| Classificació general \| Classificació general \| Classificació general \| Classificació general \| Classificació general \| \| Corredor \| Corredor \| Equip \| Temps \| \| \| --------------------- \| --------------------- \| ------------------------------- \| --------------------- \| --------------------- \| \| 1r \| Demi Vollering \| FDJ-Suez \| 15h 18' 08" \| \| \| 2n \| Anna van der Breggen \| SD Worx-Protime \| + 45" \| \| \| 3r \| Marlen Reusser \| Movistar Team \| + 46" \| \| \| 4t \| Cédrine Kerbaol \| EF Education-Oatly \| + 1' 49" \| \| \| 5è \| Riejanne Markus \| Lidl-Trek \| + 2' 05" \| \| \| 6è \| Juliette Labous \| FDJ-Suez \| + 2' 09" \| \| \| 7è \| Niamh Fisher-Black \| Lidl-Trek \| + 2' 19" \| \| \| 8è \| Usoa Ostolaza Zabala \| Laboral Kutxa-Fundación Euskadi \| + 2' 26" \| \| \| 9è \| Monica Trinca Colonel \| Liv AlUla Jayco \| + 2' 35" \| \| \| 10è \| Yara Kastelijn \| Fenix-Deceuninck \| + 2' 57" \| \| |                       |                                 |             |
| |                       |                                 |             |
| |                       |                                 |             |
| Classificació general |                       |                                 |             |
| Corredor | Corredor              | Equip                           | Temps       |
| 1r | Demi Vollering        | FDJ-Suez                        | 15h 18' 08" |
| 2n | Anna van der Breggen  | SD Worx-Protime                 | + 45"       |
| 3r | Marlen Reusser        | Movistar Team                   | + 46"       |
| 4t | Cédrine Kerbaol       | EF Education-Oatly              | + 1' 49"    |
| 5è | Riejanne Markus       | Lidl-Trek                       | + 2' 05"    |
| 6è | Juliette Labous       | FDJ-Suez                        | + 2' 09"    |
| 7è | Niamh Fisher-Black    | Lidl-Trek                       | + 2' 19"    |
| 8è | Usoa Ostolaza Zabala  | Laboral Kutxa-Fundación Euskadi | + 2' 26"    |
| 9è | Monica Trinca Colonel | Liv AlUla Jayco                 | + 2' 35"    |
| 10è | Yara Kastelijn        | Fenix-Deceuninck                | + 2' 57"    |

### 7a etapa
La Robla - Alto de Cotobello (152 km)
| \| Classificació de l'etapa \| Classificació de l'etapa \| Classificació de l'etapa \| Classificació de l'etapa \| Classificació de l'etapa \| \| Corredor \| Corredor \| Equip \| Temps \| \| \| ------------------------ \| ------------------------ \| -------------------------- \| ------------------------ \| ------------------------ \| \| 1r \| Demi Vollering \| FDJ-Suez \| 4h 23' 34" \| \| \| 2n \| Marlen Reusser \| Movistar Team \| + 11" \| \| \| 3r \| Anna van der Breggen \| SD Worx-Protime \| + 25" \| \| \| 4t \| Cédrine Kerbaol \| EF Education-Oatly \| + 35" \| \| \| 5è \| Niamh Fisher-Black \| Lidl-Trek \| + 56" \| \| \| 6è \| Juliette Labous \| FDJ-Suez \| + 1' 05" \| \| \| 7è \| Monica Trinca Colonel \| Liv AlUla Jayco \| + 1' 22" \| \| \| 8è \| Évita Muzic \| FDJ-Suez \| + 1' 42" \| \| \| 9è \| Marion Bunel \| Team Visma \\| Lease a Bike \| + 1' 52" \| \| \| 10è \| Nienke Vinke \| Team Picnic PostNL \| + 2' 06" \| \| |                       |                            |            |
| |                       |                            |            |
| |                       |                            |            |
| Classificació de l'etapa |                       |                            |            |
| Corredor | Corredor              | Equip                      | Temps      |
| 1r | Demi Vollering        | FDJ-Suez                   | 4h 23' 34" |
| 2n | Marlen Reusser        | Movistar Team              | + 11"      |
| 3r | Anna van der Breggen  | SD Worx-Protime            | + 25"      |
| 4t | Cédrine Kerbaol       | EF Education-Oatly         | + 35"      |
| 5è | Niamh Fisher-Black    | Lidl-Trek                  | + 56"      |
| 6è | Juliette Labous       | FDJ-Suez                   | + 1' 05"   |
| 7è | Monica Trinca Colonel | Liv AlUla Jayco            | + 1' 22"   |
| 8è | Évita Muzic           | FDJ-Suez                   | + 1' 42"   |
| 9è | Marion Bunel          | Team Visma \| Lease a Bike | + 1' 52"   |
| 10è | Nienke Vinke          | Team Picnic PostNL         | + 2' 06"   |

| \| Classificació general \| Classificació general \| Classificació general \| Classificació general \| Classificació general \| \| Corredor \| Corredor \| Equip \| Temps \| \| \| --------------------- \| --------------------- \| --------------------- \| --------------------- \| --------------------- \| \| 1r \| Demi Vollering \| FDJ-Suez \| 19h 41' 32" \| \| \| 2n \| Marlen Reusser \| Movistar Team \| + 1' 01" \| \| \| 3r \| Anna van der Breggen \| SD Worx-Protime \| + 1' 16" \| \| \| 4t \| Cédrine Kerbaol \| EF Education-Oatly \| + 2' 34" \| \| \| 5è \| Juliette Labous \| FDJ-Suez \| + 3' 24" \| \| |                      |                    |             |
| |                      |                    |             |
| |                      |                    |             |
| Classificació general |                      |                    |             |
| Corredor | Corredor             | Equip              | Temps       |
| 1r | Demi Vollering       | FDJ-Suez           | 19h 41' 32" |
| 2n | Marlen Reusser       | Movistar Team      | + 1' 01"    |
| 3r | Anna van der Breggen | SD Worx-Protime    | + 1' 16"    |
| 4t | Cédrine Kerbaol      | EF Education-Oatly | + 2' 34"    |
| 5è | Juliette Labous      | FDJ-Suez           | + 3' 24"    |

## Classificacions finals

### Classificació general final
| \| Classificació general \| Classificació general \| Classificació general \| Classificació general \| Classificació general \| \| Ciclista \| Ciclista \| Equip \| Temps \| \| \| --------------------- \| ---------------------------------- \| ------------------------------- \| --------------------- \| --------------------- \| \| 1r \| Demi Vollering \| FDJ-Suez \| 19h 41' 32" \| \| \| 2n \| Marlen Reusser \| Movistar Team \| + 1' 01" \| \| \| 3r \| Anna van der Breggen \| SD Worx-Protime \| + 1' 16" \| \| \| 4t \| Cédrine Kerbaol \| EF Education-Oatly \| + 2' 34" \| \| \| 5è \| Juliette Labous \| FDJ-Suez \| + 3' 24" \| \| \| 6è \| Niamh Fisher-Black \| Lidl-Trek \| + 3' 25" \| \| \| 7è \| Monica Trinca Colonel \| Liv AlUla Jayco \| + 4' 07" \| \| \| 8è \| Yara Kastelijn \| Fenix-Deceuninck \| + 5' 20" \| \| \| 9è \| Nienke Vinke \| Team Picnic PostNL \| + 5' 40" \| \| \| 10è \| Évita Muzic \| FDJ-Suez \| + 5' 41" \| \| \| 11è \| Katarzyna Niewiadoma \| Canyon//SRAM zondacrypto \| + 5' 57" \| \| \| 12è \| Usoa Ostolaza Zabala \| Laboral Kutxa-Fundación Euskadi \| + 5' 57" \| \| \| 13è \| Riejanne Markus \| Lidl-Trek \| + 6' 07" \| \| \| 14è \| Mareille Meijering \| Movistar Team \| + 7' 03" \| \| \| 15è \| Ashleigh Moolman \| AG Insurance-Soudal Team \| + 7' 28" \| \| \| 16è \| Thalita de Jong \| Human Powered Health \| + 7' 49" \| \| \| 17è \| Eleonora Ciabocco \| Team Picnic PostNL \| + 7' 53" \| \| \| 18è \| Margarita Victoria García Cañellas \| Liv AlUla Jayco \| + 8' 07" \| \| \| 19è \| Katrine Aalerud \| Uno-X Mobility \| + 8' 20" \| \| \| 20è \| Shirin van Anrooij \| Lidl-Trek \| + 9' 18" \| \| |                                    |                                 |             |
| |                                    |                                 |             |
| Font: ProCyclingStats |                                    |                                 |             |
| Classificació general |                                    |                                 |             |
| Ciclista | Ciclista                           | Equip                           | Temps       |
| 1r | Demi Vollering                     | FDJ-Suez                        | 19h 41' 32" |
| 2n | Marlen Reusser                     | Movistar Team                   | + 1' 01"    |
| 3r | Anna van der Breggen               | SD Worx-Protime                 | + 1' 16"    |
| 4t | Cédrine Kerbaol                    | EF Education-Oatly              | + 2' 34"    |
| 5è | Juliette Labous                    | FDJ-Suez                        | + 3' 24"    |
| 6è | Niamh Fisher-Black                 | Lidl-Trek                       | + 3' 25"    |
| 7è | Monica Trinca Colonel              | Liv AlUla Jayco                 | + 4' 07"    |
| 8è | Yara Kastelijn                     | Fenix-Deceuninck                | + 5' 20"    |
| 9è | Nienke Vinke                       | Team Picnic PostNL              | + 5' 40"    |
| 10è | Évita Muzic                        | FDJ-Suez                        | + 5' 41"    |
| 11è | Katarzyna Niewiadoma               | Canyon//SRAM zondacrypto        | + 5' 57"    |
| 12è | Usoa Ostolaza Zabala               | Laboral Kutxa-Fundación Euskadi | + 5' 57"    |
| 13è | Riejanne Markus                    | Lidl-Trek                       | + 6' 07"    |
| 14è | Mareille Meijering                 | Movistar Team                   | + 7' 03"    |
| 15è | Ashleigh Moolman                   | AG Insurance-Soudal Team        | + 7' 28"    |
| 16è | Thalita de Jong                    | Human Powered Health            | + 7' 49"    |
| 17è | Eleonora Ciabocco                  | Team Picnic PostNL              | + 7' 53"    |
| 18è | Margarita Victoria García Cañellas | Liv AlUla Jayco                 | + 8' 07"    |
| 19è | Katrine Aalerud                    | Uno-X Mobility                  | + 8' 20"    |
| 20è | Shirin van Anrooij                 | Lidl-Trek                       | + 9' 18"    |

### Classificacions addicionals
| Classificació per punts | Classificació per punts | Classificació per punts | Classificació per punts | Classificació per punts |
| Ciclista                | Ciclista                | Equip                   | Punts                   |                         |
| ----------------------- | ----------------------- | ----------------------- | ----------------------- | ----------------------- |

| Classificació per punts | Classificació per punts | Classificació per punts | Classificació per punts | Classificació per punts |
| Ciclista                | Ciclista                | Equip                   | Punts                   |                         |
| ----------------------- | ----------------------- | ----------------------- | ----------------------- | ----------------------- |

| Classificació de la muntanya | Classificació de la muntanya | Classificació de la muntanya | Classificació de la muntanya | Classificació de la muntanya |
| Ciclista                     | Ciclista                     | Equip                        | Punts                        |                              |
| ---------------------------- | ---------------------------- | ---------------------------- | ---------------------------- | ---------------------------- |

| Classificació de la muntanya | Classificació de la muntanya | Classificació de la muntanya | Classificació de la muntanya | Classificació de la muntanya |
| Ciclista                     | Ciclista                     | Equip                        | Punts                        |                              |
| ---------------------------- | ---------------------------- | ---------------------------- | ---------------------------- | ---------------------------- |

| Classificació per equips | Classificació per equips | Classificació per equips | Classificació per equips |
| Equip                    | Equip                    | Temps                    |                          |
| ------------------------ | ------------------------ | ------------------------ | ------------------------ |

| Classificació per equips | Classificació per equips | Classificació per equips | Classificació per equips |
| Equip                    | Equip                    | Temps                    |                          |
| ------------------------ | ------------------------ | ------------------------ | ------------------------ |

## Evolució de les classificacions
| Etapa    |                           | Vencedora _          | Classificació general | Punts        | Muntanya                 | Combativitat _       | Equip _              |
| -------- | ------------------------- | -------------------- | --------------------- | ------------ | ------------------------ | -------------------- | -------------------- |
| 1a etapa | contrarellotge per equips | Lidl-Trek            | Ellen van Dijk        | no atribuïda | no atribuïda             | no atribuïda         | Lidl-Trek            |
| 2a etapa | etapa accidentada         | Marianne Vos         | Letizia Paternoster   | Marianne Vos | Ane Santesteban González | Elena Cecchini       | Lidl-Trek            |
| 3a etapa | etapa plana               | Femke Gerritse       | Femke Gerritse        | Marianne Vos | Ane Santesteban González | Maaike Coljé         | Lidl-Trek            |
| 4a etapa | etapa de mitja muntanya   | Anna van der Breggen | Femke Gerritse        | Marianne Vos | Évita Muzic              | India Grangier       | Team SD Worx-Protime |
| 5a etapa | etapa de muntanya         | Demi Vollering       | Demi Vollering        | Marianne Vos | Demi Vollering           | Arianna Fidanza      | FDJ-Suez             |
| 6a etapa | etapa plana               | Marianne Vos         | Demi Vollering        | Marianne Vos | Demi Vollering           | Nicole Steigenga     | FDJ-Suez             |
| 7a etapa | etapa de muntanya         | Demi Vollering       | Demi Vollering        | Marianne Vos | Demi Vollering           | Anna van der Breggen | FDJ-Suez             |
| Final    | Final                     |                      | Demi Vollering        | Marianne Vos | Demi Vollering           | Anna van der Breggen | FDJ-Suez             |

## Llista de participants
| FDJ-Suez TFS | FDJ-Suez TFS                    | FDJ-Suez TFS |
| ------------ | ------------------------------- | ------------ |
| Núm          | Ciclista                        | Pos          |
| 1            | Demi Vollering (NED)            | 1r           |
| 2            | Juliette Labous (FRA) (ruta)    | 5è           |
| 3            | Évita Muzic (FRA)               | 10è          |
| 4            | Loes Adegeest (NED)             | DNF-4        |
| 5            | Vittoria Guazzini (ITA) (crono) | 84è          |
| 6            | Ally Wollaston (NZL)            | 52è          |
| 7            | Marie Le Net (FRA)              | 79è          |

| SD Worx-Protime SDW | SD Worx-Protime SDW        | SD Worx-Protime SDW |
| ------------------- | -------------------------- | ------------------- |
| Núm                 | Ciclista                   | Pos                 |
| 11                  | Anna van der Breggen (NED) | 3r                  |
| 12                  | Mischa Bredewold (NED)     | 33è                 |
| 13                  | Elena Cecchini (ITA)       | 78è                 |
| 14                  | Femke Gerritse (NED)       | 55è                 |
| 15                  | Mikayla Harvey (NZL)       | 42è                 |
| 16                  | Femke Markus (NED)         | 58è                 |
| 17                  | Lisa van Belle (NED)       | 82è                 |

| UAE Team ADQ UAD | UAE Team ADQ UAD       | UAE Team ADQ UAD |
| ---------------- | ---------------------- | ---------------- |
| Núm              | Ciclista               | Pos              |
| 21               | Erica Magnaldi (ITA)   | 23è              |
| 22               | Iara Gillespie (IRL)   | 70è              |
| 23               | Elizabeth Holden (GBR) | DNF-5            |
| 24               | Alena Ivanchenko (RUS) | 47è              |
| 25               | Greta Marturano (ITA)  | NP-4             |
| 26               | Maëva Squiban (FRA)    | 61è              |

| Lidl-Trek LTK | Lidl-Trek LTK                 | Lidl-Trek LTK |
| ------------- | ----------------------------- | ------------- |
| Núm           | Ciclista                      | Pos           |
| 31            | Emma Norsgaard (DEN) (crono)  | 75è           |
| 32            | Lizzie Deignan (GBR)          | DNF-7         |
| 33            | Niamh Fisher-Black (NZL)      | 6è            |
| 34            | Anna Henderson (GBR) (crono)  | 37è           |
| 35            | Riejanne Markus (NED) (crono) | 13è           |
| 36            | Ellen van Dijk (NED)          | 59è           |
| 37            | Shirin van Anrooij (NED)      | 20è           |

| EF Education-Oatly EFC | EF Education-Oatly EFC        | EF Education-Oatly EFC |
| ---------------------- | ----------------------------- | ---------------------- |
| Núm                    | Ciclista                      | Pos                    |
| 41                     | Cédrine Kerbaol (FRA)         | 4t                     |
| 42                     | Letizia Borghesi (ITA)        | 62è                    |
| 43                     | Henrietta Christie (NZL)      | 71è                    |
| 44                     | Kristen Faulkner (USA) (ruta) | 50è                    |
| 45                     | Sarah Roy (AUS)               | DNF-7                  |
| 46                     | Magdeleine Vallieres (CAN)    | 30è                    |
| 47                     | Babette van der Wolf (NED)    | DNF-7                  |

| Canyon//SRAM zondacrypto CSZ | Canyon//SRAM zondacrypto CSZ   | Canyon//SRAM zondacrypto CSZ |
| ---------------------------- | ------------------------------ | ---------------------------- |
| Núm                          | Ciclista                       | Pos                          |
| 51                           | Neve Bradbury (AUS)            | DNF-7                        |
| 52                           | Justyna Czapla (GER)           | 72è                          |
| 53                           | Chloé Dygert (USA)             | NP-3                         |
| 54                           | Anastassia Kalessava (BLR)     | 99è                          |
| 55                           | Katarzyna Niewiadoma (POL)     | 11è                          |
| 56                           | Agnieszka Skalniak-Sójka (POL) | 53è                          |
| 57                           | Maike van der Duin (NED)       | DNF-7                        |

| Liv AlUla Jayco LIV | Liv AlUla Jayco LIV                      | Liv AlUla Jayco LIV |
| ------------------- | ---------------------------------------- | ------------------- |
| Núm                 | Ciclista                                 | Pos                 |
| 61                  | Margarita Victoria García Cañellas (ESP) | 18è                 |
| 62                  | Georgia Baker (AUS)                      | NP-3                |
| 63                  | Jeanne Korevaar (NED)                    | 67è                 |
| 64                  | Amber Pate (AUS)                         | 76è                 |
| 65                  | Josie Talbot (AUS)                       | 57è                 |
| 66                  | Monica Trinca Colonel (ITA)              | 7è                  |
| 67                  | Letizia Paternoster (ITA)                | 80è                 |

| Fenix-Deceuninck FDC | Fenix-Deceuninck FDC             | Fenix-Deceuninck FDC |
| -------------------- | -------------------------------- | -------------------- |
| Núm                  | Ciclista                         | Pos                  |
| 71                   | Yara Kastelijn (NED)             | 8è                   |
| 72                   | Ceylin del Carmen Alvarado (NED) | 65è                  |
| 73                   | Millie Couzens (GBR)             | 87è                  |
| 74                   | Flora Perkins (GBR)              | 69è                  |
| 75                   | Pauliena Rooijakkers (NED)       | 29è                  |
| 76                   | Carina Schrempf (AUT)            | NP-4                 |
| 77                   | Aniek van Alphen (NED)           | 106è                 |

| Team Visma \| Lease a Bike TVL | Team Visma \| Lease a Bike TVL | Team Visma \| Lease a Bike TVL |
| ------------------------------ | ------------------------------ | ------------------------------ |
| Núm                            | Ciclista                       | Pos                            |
| 81                             | Marianne Vos (NED)             | 40è                            |
| 82                             | Pauline Ferrand-Prévot (FRA)   | NP-5                           |
| 83                             | Femke de Vries (NED)           | 51è                            |
| 84                             | Marion Bunel (FRA)             | 24è                            |
| 85                             | Maud Oudeman (NED)             | 35è                            |
| 86                             | Viktória Chladoňová (SVK)      | 36è                            |
| 87                             | Imogen Wolff (GBR)             | 66è                            |

| Uno-X Mobility UXM | Uno-X Mobility UXM                 | Uno-X Mobility UXM |
| ------------------ | ---------------------------------- | ------------------ |
| Núm                | Ciclista                           | Pos                |
| 91                 | Katrine Aalerud (NOR) (crono)      | 19è                |
| 92                 | Susanne Andersen (NOR)             | 102è               |
| 93                 | Solbjørk Anderson (DEN)            | NP-6               |
| 94                 | Ingvild Gåskjenn (NOR)             | 49è                |
| 95                 | Anouska Koster (NED)               | DNF-7              |
| 96                 | Mie Bjørndal Ottestad (NOR) (ruta) | 27è                |
| 97                 | Linda Zanetti (SUI)                | NP-7               |

| Movistar Team MOV | Movistar Team MOV                   | Movistar Team MOV |
| ----------------- | ----------------------------------- | ----------------- |
| Núm               | Ciclista                            | Pos               |
| 101               | Olivia Baril (CAN) (ruta)           | 94è               |
| 102               | Cat Ferguson (GBR)                  | 64è               |
| 103               | Ana Vitória Magalhães (BRA) (crono) | 48è               |
| 104               | Liane Lippert (GER)                 | 41è               |
| 105               | Sara Martín Martín (ESP)            | 77è               |
| 106               | Mareille Meijering (NED)            | 14è               |
| 107               | Marlen Reusser (SUI)                | 2n                |

| AG Insurance-Soudal Team AGS | AG Insurance-Soudal Team AGS         | AG Insurance-Soudal Team AGS |
| ---------------------------- | ------------------------------------ | ---------------------------- |
| Núm                          | Ciclista                             | Pos                          |
| 111                          | Ashleigh Moolman (RSA) (ruta)        | 15è                          |
| 112                          | Mireia Benito Pellicer (ESP) (crono) | NP-1                         |
| 113                          | Julia Borgström (SWE)                | 74è                          |
| 114                          | Justine Ghekiere (BEL)               | 34è                          |
| 115                          | Marthe Goossens (BEL)                | 88è                          |
| 116                          | Nicole Steigenga (NED)               | 83è                          |
| 117                          | Julie Van de Velde (BEL)             | 56è                          |

| Human Powered Health HPH | Human Powered Health HPH | Human Powered Health HPH |
| ------------------------ | ------------------------ | ------------------------ |
| Núm                      | Ciclista                 | Pos                      |
| 121                      | Thalita de Jong (NED)    | 16è                      |
| 122                      | Romy Kasper (GER)        | DNF-7                    |
| 123                      | Barbara Malcotti (ITA)   | 22è                      |
| 124                      | Mona Mitterwallner (AUT) | NP-4                     |
| 125                      | Marit Raaijmakers (NED)  | 28è                      |
| 126                      | Lily Williams (USA)      | DNF-7                    |
| 127                      | Silvia Zanardi (ITA)     | 100è                     |

| Team Picnic PostNL TPP | Team Picnic PostNL TPP       | Team Picnic PostNL TPP |
| ---------------------- | ---------------------------- | ---------------------- |
| Núm                    | Ciclista                     | Pos                    |
| 131                    | Nienke Vinke (NED)           | 9è                     |
| 132                    | Eleonora Ciabocco (ITA)      | 17è                    |
| 133                    | Pfeiffer Georgi (GBR) (ruta) | 43è                    |
| 134                    | Megan Jastrab (USA)          | 60è                    |
| 135                    | Franziska Koch (GER) (ruta)  | 32è                    |
| 136                    | Josie Nelson (GBR)           | 98è                    |
| 137                    | Mara Roldan (CAN)            | 25è                    |

| Laboral Kutxa-Fundación Euskadi LKF | Laboral Kutxa-Fundación Euskadi LKF | Laboral Kutxa-Fundación Euskadi LKF |
| ----------------------------------- | ----------------------------------- | ----------------------------------- |
| Núm                                 | Ciclista                            | Pos                                 |
| 141                                 | Ane Santesteban González (ESP)      | 63è                                 |
| 142                                 | Iúlia Biriukova (UKR) (crono)       | 31è                                 |
| 143                                 | Arianna Fidanza (ITA)               | NP-7                                |
| 144                                 | Usoa Ostolaza Zabala (ESP) (ruta)   | 12è                                 |
| 145                                 | Debora Silvestri (ITA)              | DNF-7                               |
| 146                                 | Alba Teruel Ribes (ESP)             | DNF-7                               |
| 147                                 | Laura Tomasi (ITA)                  | NP-4                                |

| Arkéa-B&B Hotels Women ARK | Arkéa-B&B Hotels Women ARK | Arkéa-B&B Hotels Women ARK |
| -------------------------- | -------------------------- | -------------------------- |
| Núm                        | Ciclista                   | Pos                        |
| 151                        | Valentina Cavallar (AUT)   | 26è                        |
| 152                        | Laura Asencio (FRA)        | NP-4                       |
| 153                        | Maaike Coljé (NED)         | 86è                        |
| 154                        | Michaela Drummond (NZL)    | DNF-7                      |
| 155                        | Emilia Fahlin (SWE)        | DNF-4                      |
| 156                        | Titia Ryo (FRA)            | 38è                        |
| 157                        | Maurène Trégouët (FRA)     | 109è                       |

| Cofidis COF | Cofidis COF             | Cofidis COF |
| ----------- | ----------------------- | ----------- |
| Núm         | Ciclista                | Pos         |
| 161         | Martina Alzini (ITA)    | 95è         |
| 162         | Marion Borras (FRA)     | 105è        |
| 163         | Eugenia Bujak (SLO)     | 89è         |
| 164         | Amalie Dideriksen (DEN) | 93è         |
| 165         | Špela Kern (SLO)        | DNF-5       |
| 166         | Clara Koppenburg (GER)  | 91è         |
| 167         | Nikola Nosková (CZE)    | 73è         |

| Team Coop-Repsol HPU | Team Coop-Repsol HPU                      | Team Coop-Repsol HPU |
| -------------------- | ----------------------------------------- | -------------------- |
| Núm                  | Ciclista                                  | Pos                  |
| 171                  | Stine Dale (NOR)                          | NP-6                 |
| 172                  | India Grangier (FRA)                      | 45è                  |
| 173                  | Tiril Jørgensen (NOR)                     | 39è                  |
| 174                  | Stina Kagevi (SWE)                        | 21è                  |
| 175                  | Magdalene Lind (NOR)                      | NP-7                 |
| 176                  | Laura Lizette Sander (EST) (ruta i crono) | NP-3                 |
| 177                  | Aidi Gerde Tuisk (EST)                    | 112è                 |

| Bepink-Imatra-Bongioanni BPK | Bepink-Imatra-Bongioanni BPK        | Bepink-Imatra-Bongioanni BPK |
| ---------------------------- | ----------------------------------- | ---------------------------- |
| Núm                          | Ciclista                            | Pos                          |
| 181                          | Nora Jenčušová (SVK) (ruta i crono) | 103è                         |
| 182                          | Andrea Casagranda (ITA)             | 90è                          |
| 183                          | Marina Garau Roca (ESP)             | 111è                         |
| 184                          | Linda Laporta (ITA)                 | DNF-7                        |
| 185                          | Aileen Schweikart (GER)             | 44è                          |
| 186                          | Meike Uiterwijk Winkel (NED)        | 97è                          |
| 187                          | Elisa Valtulini (ITA)               | 81è                          |

| Eneicat-CMTeam EIC | Eneicat-CMTeam EIC                  | Eneicat-CMTeam EIC |
| ------------------ | ----------------------------------- | ------------------ |
| Núm                | Ciclista                            | Pos                |
| 191                | Ariana Gilabert (ESP)               | 54è                |
| 192                | Ainara Albert (ESP)                 | 104è               |
| 193                | Andrea Alzate Gómez (COL)           | 108è               |
| 194                | Daniela Campos (POR) (ruta i crono) | DNF-7              |
| 195                | Angie Mariana Londoño (COL)         | 96è                |
| 196                | Claudia San Justo (ESP)             | 110è               |
| 197                | Nicole Steinmetz (USA)              | 68è                |

| Lotto Ladies LOL | Lotto Ladies LOL            | Lotto Ladies LOL |
| ---------------- | --------------------------- | ---------------- |
| Núm              | Ciclista                    | Pos              |
| 201              | Audrey De Keersmaeker (BEL) | NP-5             |
| 202              | Maureen Arens (NED)         | 107è             |
| 203              | Dina Boels (BEL)            | 101è             |
| 204              | Esmée Gielkens (BEL)        | DNF-5            |
| 205              | Romina Hinojosa (MEX)       | 46è              |
| 206              | Lin Lea Teutenberg (GER)    | 92è              |
| 207              | Anna van Wersch (NED)       | 85è              |

| FDJ-Suez TFS | FDJ-Suez TFS                    | FDJ-Suez TFS |
| ------------ | ------------------------------- | ------------ |
| Núm          | Ciclista                        | Pos          |
| 1            | Demi Vollering (NED)            | 1r           |
| 2            | Juliette Labous (FRA) (ruta)    | 5è           |
| 3            | Évita Muzic (FRA)               | 10è          |
| 4            | Loes Adegeest (NED)             | DNF-4        |
| 5            | Vittoria Guazzini (ITA) (crono) | 84è          |
| 6            | Ally Wollaston (NZL)            | 52è          |
| 7            | Marie Le Net (FRA)              | 79è          |

| SD Worx-Protime SDW | SD Worx-Protime SDW        | SD Worx-Protime SDW |
| ------------------- | -------------------------- | ------------------- |
| Núm                 | Ciclista                   | Pos                 |
| 11                  | Anna van der Breggen (NED) | 3r                  |
| 12                  | Mischa Bredewold (NED)     | 33è                 |
| 13                  | Elena Cecchini (ITA)       | 78è                 |
| 14                  | Femke Gerritse (NED)       | 55è                 |
| 15                  | Mikayla Harvey (NZL)       | 42è                 |
| 16                  | Femke Markus (NED)         | 58è                 |
| 17                  | Lisa van Belle (NED)       | 82è                 |

| UAE Team ADQ UAD | UAE Team ADQ UAD       | UAE Team ADQ UAD |
| ---------------- | ---------------------- | ---------------- |
| Núm              | Ciclista               | Pos              |
| 21               | Erica Magnaldi (ITA)   | 23è              |
| 22               | Iara Gillespie (IRL)   | 70è              |
| 23               | Elizabeth Holden (GBR) | DNF-5            |
| 24               | Alena Ivanchenko (RUS) | 47è              |
| 25               | Greta Marturano (ITA)  | NP-4             |
| 26               | Maëva Squiban (FRA)    | 61è              |

| Lidl-Trek LTK | Lidl-Trek LTK                 | Lidl-Trek LTK |
| ------------- | ----------------------------- | ------------- |
| Núm           | Ciclista                      | Pos           |
| 31            | Emma Norsgaard (DEN) (crono)  | 75è           |
| 32            | Lizzie Deignan (GBR)          | DNF-7         |
| 33            | Niamh Fisher-Black (NZL)      | 6è            |
| 34            | Anna Henderson (GBR) (crono)  | 37è           |
| 35            | Riejanne Markus (NED) (crono) | 13è           |
| 36            | Ellen van Dijk (NED)          | 59è           |
| 37            | Shirin van Anrooij (NED)      | 20è           |

| EF Education-Oatly EFC | EF Education-Oatly EFC        | EF Education-Oatly EFC |
| ---------------------- | ----------------------------- | ---------------------- |
| Núm                    | Ciclista                      | Pos                    |
| 41                     | Cédrine Kerbaol (FRA)         | 4t                     |
| 42                     | Letizia Borghesi (ITA)        | 62è                    |
| 43                     | Henrietta Christie (NZL)      | 71è                    |
| 44                     | Kristen Faulkner (USA) (ruta) | 50è                    |
| 45                     | Sarah Roy (AUS)               | DNF-7                  |
| 46                     | Magdeleine Vallieres (CAN)    | 30è                    |
| 47                     | Babette van der Wolf (NED)    | DNF-7                  |

| Canyon//SRAM zondacrypto CSZ | Canyon//SRAM zondacrypto CSZ   | Canyon//SRAM zondacrypto CSZ |
| ---------------------------- | ------------------------------ | ---------------------------- |
| Núm                          | Ciclista                       | Pos                          |
| 51                           | Neve Bradbury (AUS)            | DNF-7                        |
| 52                           | Justyna Czapla (GER)           | 72è                          |
| 53                           | Chloé Dygert (USA)             | NP-3                         |
| 54                           | Anastassia Kalessava (BLR)     | 99è                          |
| 55                           | Katarzyna Niewiadoma (POL)     | 11è                          |
| 56                           | Agnieszka Skalniak-Sójka (POL) | 53è                          |
| 57                           | Maike van der Duin (NED)       | DNF-7                        |

| Liv AlUla Jayco LIV | Liv AlUla Jayco LIV                      | Liv AlUla Jayco LIV |
| ------------------- | ---------------------------------------- | ------------------- |
| Núm                 | Ciclista                                 | Pos                 |
| 61                  | Margarita Victoria García Cañellas (ESP) | 18è                 |
| 62                  | Georgia Baker (AUS)                      | NP-3                |
| 63                  | Jeanne Korevaar (NED)                    | 67è                 |
| 64                  | Amber Pate (AUS)                         | 76è                 |
| 65                  | Josie Talbot (AUS)                       | 57è                 |
| 66                  | Monica Trinca Colonel (ITA)              | 7è                  |
| 67                  | Letizia Paternoster (ITA)                | 80è                 |

| Fenix-Deceuninck FDC | Fenix-Deceuninck FDC             | Fenix-Deceuninck FDC |
| -------------------- | -------------------------------- | -------------------- |
| Núm                  | Ciclista                         | Pos                  |
| 71                   | Yara Kastelijn (NED)             | 8è                   |
| 72                   | Ceylin del Carmen Alvarado (NED) | 65è                  |
| 73                   | Millie Couzens (GBR)             | 87è                  |
| 74                   | Flora Perkins (GBR)              | 69è                  |
| 75                   | Pauliena Rooijakkers (NED)       | 29è                  |
| 76                   | Carina Schrempf (AUT)            | NP-4                 |
| 77                   | Aniek van Alphen (NED)           | 106è                 |

| Team Visma \| Lease a Bike TVL | Team Visma \| Lease a Bike TVL | Team Visma \| Lease a Bike TVL |
| ------------------------------ | ------------------------------ | ------------------------------ |
| Núm                            | Ciclista                       | Pos                            |
| 81                             | Marianne Vos (NED)             | 40è                            |
| 82                             | Pauline Ferrand-Prévot (FRA)   | NP-5                           |
| 83                             | Femke de Vries (NED)           | 51è                            |
| 84                             | Marion Bunel (FRA)             | 24è                            |
| 85                             | Maud Oudeman (NED)             | 35è                            |
| 86                             | Viktória Chladoňová (SVK)      | 36è                            |
| 87                             | Imogen Wolff (GBR)             | 66è                            |

| Uno-X Mobility UXM | Uno-X Mobility UXM                 | Uno-X Mobility UXM |
| ------------------ | ---------------------------------- | ------------------ |
| Núm                | Ciclista                           | Pos                |
| 91                 | Katrine Aalerud (NOR) (crono)      | 19è                |
| 92                 | Susanne Andersen (NOR)             | 102è               |
| 93                 | Solbjørk Anderson (DEN)            | NP-6               |
| 94                 | Ingvild Gåskjenn (NOR)             | 49è                |
| 95                 | Anouska Koster (NED)               | DNF-7              |
| 96                 | Mie Bjørndal Ottestad (NOR) (ruta) | 27è                |
| 97                 | Linda Zanetti (SUI)                | NP-7               |

| Movistar Team MOV | Movistar Team MOV                   | Movistar Team MOV |
| ----------------- | ----------------------------------- | ----------------- |
| Núm               | Ciclista                            | Pos               |
| 101               | Olivia Baril (CAN) (ruta)           | 94è               |
| 102               | Cat Ferguson (GBR)                  | 64è               |
| 103               | Ana Vitória Magalhães (BRA) (crono) | 48è               |
| 104               | Liane Lippert (GER)                 | 41è               |
| 105               | Sara Martín Martín (ESP)            | 77è               |
| 106               | Mareille Meijering (NED)            | 14è               |
| 107               | Marlen Reusser (SUI)                | 2n                |

| AG Insurance-Soudal Team AGS | AG Insurance-Soudal Team AGS         | AG Insurance-Soudal Team AGS |
| ---------------------------- | ------------------------------------ | ---------------------------- |
| Núm                          | Ciclista                             | Pos                          |
| 111                          | Ashleigh Moolman (RSA) (ruta)        | 15è                          |
| 112                          | Mireia Benito Pellicer (ESP) (crono) | NP-1                         |
| 113                          | Julia Borgström (SWE)                | 74è                          |
| 114                          | Justine Ghekiere (BEL)               | 34è                          |
| 115                          | Marthe Goossens (BEL)                | 88è                          |
| 116                          | Nicole Steigenga (NED)               | 83è                          |
| 117                          | Julie Van de Velde (BEL)             | 56è                          |

| Human Powered Health HPH | Human Powered Health HPH | Human Powered Health HPH |
| ------------------------ | ------------------------ | ------------------------ |
| Núm                      | Ciclista                 | Pos                      |
| 121                      | Thalita de Jong (NED)    | 16è                      |
| 122                      | Romy Kasper (GER)        | DNF-7                    |
| 123                      | Barbara Malcotti (ITA)   | 22è                      |
| 124                      | Mona Mitterwallner (AUT) | NP-4                     |
| 125                      | Marit Raaijmakers (NED)  | 28è                      |
| 126                      | Lily Williams (USA)      | DNF-7                    |
| 127                      | Silvia Zanardi (ITA)     | 100è                     |

| Team Picnic PostNL TPP | Team Picnic PostNL TPP       | Team Picnic PostNL TPP |
| ---------------------- | ---------------------------- | ---------------------- |
| Núm                    | Ciclista                     | Pos                    |
| 131                    | Nienke Vinke (NED)           | 9è                     |
| 132                    | Eleonora Ciabocco (ITA)      | 17è                    |
| 133                    | Pfeiffer Georgi (GBR) (ruta) | 43è                    |
| 134                    | Megan Jastrab (USA)          | 60è                    |
| 135                    | Franziska Koch (GER) (ruta)  | 32è                    |
| 136                    | Josie Nelson (GBR)           | 98è                    |
| 137                    | Mara Roldan (CAN)            | 25è                    |

| Laboral Kutxa-Fundación Euskadi LKF | Laboral Kutxa-Fundación Euskadi LKF | Laboral Kutxa-Fundación Euskadi LKF |
| ----------------------------------- | ----------------------------------- | ----------------------------------- |
| Núm                                 | Ciclista                            | Pos                                 |
| 141                                 | Ane Santesteban González (ESP)      | 63è                                 |
| 142                                 | Iúlia Biriukova (UKR) (crono)       | 31è                                 |
| 143                                 | Arianna Fidanza (ITA)               | NP-7                                |
| 144                                 | Usoa Ostolaza Zabala (ESP) (ruta)   | 12è                                 |
| 145                                 | Debora Silvestri (ITA)              | DNF-7                               |
| 146                                 | Alba Teruel Ribes (ESP)             | DNF-7                               |
| 147                                 | Laura Tomasi (ITA)                  | NP-4                                |

| Arkéa-B&B Hotels Women ARK | Arkéa-B&B Hotels Women ARK | Arkéa-B&B Hotels Women ARK |
| -------------------------- | -------------------------- | -------------------------- |
| Núm                        | Ciclista                   | Pos                        |
| 151                        | Valentina Cavallar (AUT)   | 26è                        |
| 152                        | Laura Asencio (FRA)        | NP-4                       |
| 153                        | Maaike Coljé (NED)         | 86è                        |
| 154                        | Michaela Drummond (NZL)    | DNF-7                      |
| 155                        | Emilia Fahlin (SWE)        | DNF-4                      |
| 156                        | Titia Ryo (FRA)            | 38è                        |
| 157                        | Maurène Trégouët (FRA)     | 109è                       |

| Cofidis COF | Cofidis COF             | Cofidis COF |
| ----------- | ----------------------- | ----------- |
| Núm         | Ciclista                | Pos         |
| 161         | Martina Alzini (ITA)    | 95è         |
| 162         | Marion Borras (FRA)     | 105è        |
| 163         | Eugenia Bujak (SLO)     | 89è         |
| 164         | Amalie Dideriksen (DEN) | 93è         |
| 165         | Špela Kern (SLO)        | DNF-5       |
| 166         | Clara Koppenburg (GER)  | 91è         |
| 167         | Nikola Nosková (CZE)    | 73è         |

| Team Coop-Repsol HPU | Team Coop-Repsol HPU                      | Team Coop-Repsol HPU |
| -------------------- | ----------------------------------------- | -------------------- |
| Núm                  | Ciclista                                  | Pos                  |
| 171                  | Stine Dale (NOR)                          | NP-6                 |
| 172                  | India Grangier (FRA)                      | 45è                  |
| 173                  | Tiril Jørgensen (NOR)                     | 39è                  |
| 174                  | Stina Kagevi (SWE)                        | 21è                  |
| 175                  | Magdalene Lind (NOR)                      | NP-7                 |
| 176                  | Laura Lizette Sander (EST) (ruta i crono) | NP-3                 |
| 177                  | Aidi Gerde Tuisk (EST)                    | 112è                 |

| Bepink-Imatra-Bongioanni BPK | Bepink-Imatra-Bongioanni BPK        | Bepink-Imatra-Bongioanni BPK |
| ---------------------------- | ----------------------------------- | ---------------------------- |
| Núm                          | Ciclista                            | Pos                          |
| 181                          | Nora Jenčušová (SVK) (ruta i crono) | 103è                         |
| 182                          | Andrea Casagranda (ITA)             | 90è                          |
| 183                          | Marina Garau Roca (ESP)             | 111è                         |
| 184                          | Linda Laporta (ITA)                 | DNF-7                        |
| 185                          | Aileen Schweikart (GER)             | 44è                          |
| 186                          | Meike Uiterwijk Winkel (NED)        | 97è                          |
| 187                          | Elisa Valtulini (ITA)               | 81è                          |

| Eneicat-CMTeam EIC | Eneicat-CMTeam EIC                  | Eneicat-CMTeam EIC |
| ------------------ | ----------------------------------- | ------------------ |
| Núm                | Ciclista                            | Pos                |
| 191                | Ariana Gilabert (ESP)               | 54è                |
| 192                | Ainara Albert (ESP)                 | 104è               |
| 193                | Andrea Alzate Gómez (COL)           | 108è               |
| 194                | Daniela Campos (POR) (ruta i crono) | DNF-7              |
| 195                | Angie Mariana Londoño (COL)         | 96è                |
| 196                | Claudia San Justo (ESP)             | 110è               |
| 197                | Nicole Steinmetz (USA)              | 68è                |

| Lotto Ladies LOL | Lotto Ladies LOL            | Lotto Ladies LOL |
| ---------------- | --------------------------- | ---------------- |
| Núm              | Ciclista                    | Pos              |
| 201              | Audrey De Keersmaeker (BEL) | NP-5             |
| 202              | Maureen Arens (NED)         | 107è             |
| 203              | Dina Boels (BEL)            | 101è             |
| 204              | Esmée Gielkens (BEL)        | DNF-5            |
| 205              | Romina Hinojosa (MEX)       | 46è              |
| 206              | Lin Lea Teutenberg (GER)    | 92è              |
| 207              | Anna van Wersch (NED)       | 85è              |